# Afonso Alves
Afonso Alves Martins Júnior (Belo Horizonte, 1981. január 30. –) legtöbbször egyszerűen Afonso Alves, brazil labdarúgócsatár.